# Сусань (Арад)
Сусань, Сусані (рум. Susani) — село у повіті Арад в Румунії. Входить до складу комуни Ігнешть.
Село розташоване на відстані 379 км на північний захід від Бухареста, 73 км на північний схід від Арада, 114 км на захід від Клуж-Напоки, 106 км на північний схід від Тімішоари.

## Населення
За даними перепису населення 2002 року у селі проживали 267 осіб, з них 264 особи (98,9%) румунів.
Рідною мовою назвали:
| Мова       | Кількість осіб | Відсоток |
| ---------- | -------------- | -------- |
| румунська  | 253            | 94,8%    |
| українська | 11             | 4,1%     |